# Corona di Carlo, principe di Galles

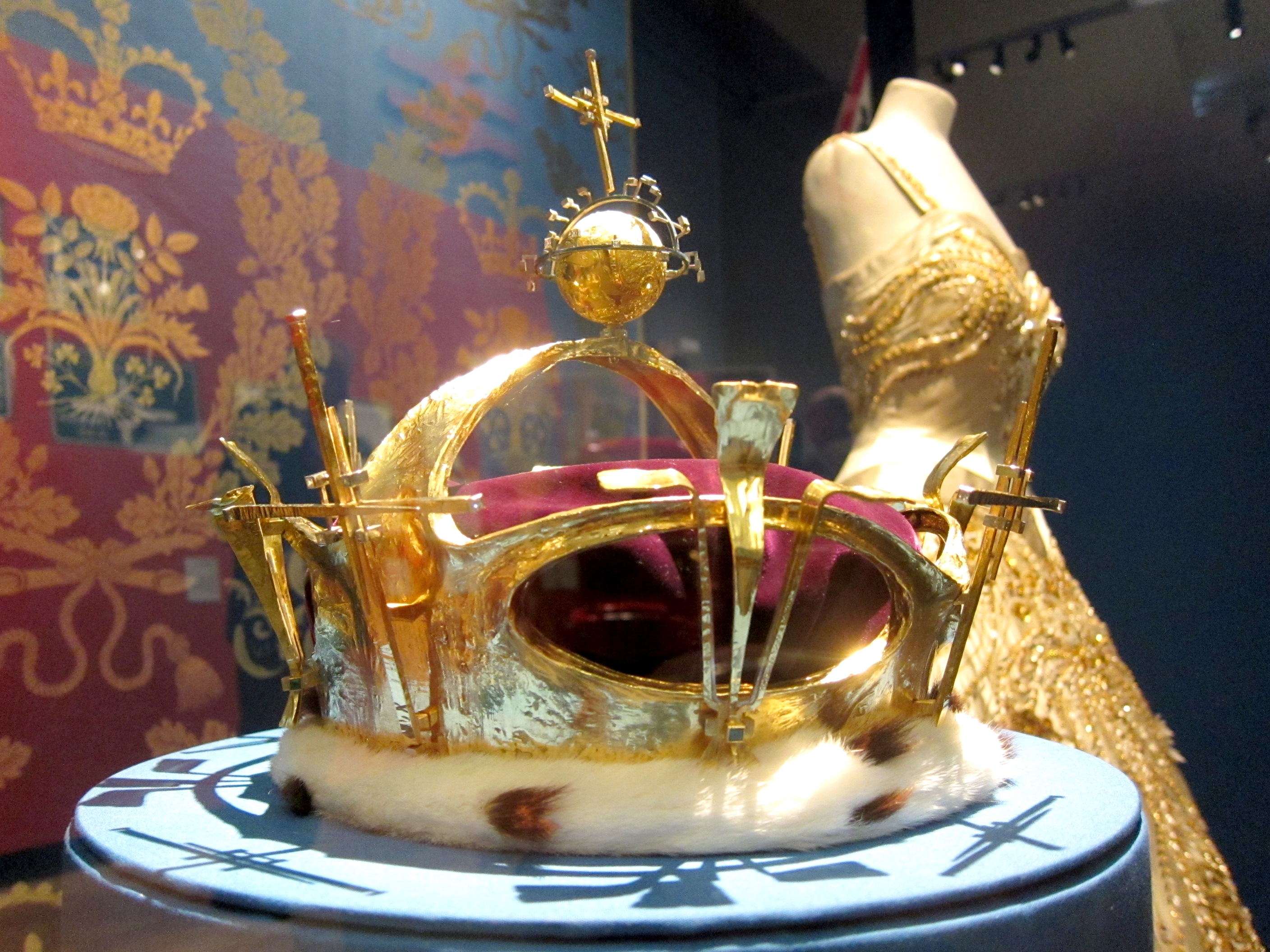
Una copia della corona del Principe del Galles

La corona del principe del Galles è una corona realizzata nel 1969 per Carlo, principe del Galles, futuro re Carlo III, durante la sua investitura ufficiale a principe di Galles.

## Storia
Quando Edoardo VIII abdicò, nel 1936, si portò la corona del principe del Galles in esilio in Francia, dove rimase fino alla sua morte nel 1972, e così si rese necessaria la fabbricazione di una nuova corona per il nuovo principe del Galles Carlo, nel 1969.
Esisteva un'altra corona da principe del Galles, quella di Federico di Hannover, ma era inutilizzabile a causa dell'usura. Si procedette così alla realizzazione di un nuovo serto.
Il principe Carlo venne incoronato con questa corona nel Castello di Caernarfon il 1º luglio 1969. Dopo la cerimonia la corona non è più stata indossata; venne trasportata su un cuscino in sua presenza nel 1970 quando Carlo ottenne il proprio seggio alla Camera dei Lords.. Nel 1974, la regina Elisabetta II diede disposizioni che la corona venisse conservata presso il museo nazionale di Cardiff. Nel 2011 venne trasferita al St James's Palace a Londra. La corona e lo scettro ad essa abbinato vennero infine posti in esposizione permanente dal 2020 alla Jewel House della Torre di Londra.. La consorte del principe del Galles non ha diritto ad indossare una corona propria.

## Disegno
La nuova corona è composta da un cerchio bordato di ermellino con due archetti che, in alto, si congiungono a un globo sormontato dalla croce.
Essa segue il disegno previsto per la corona progettata da Carlo II d'Inghilterra nel 1677 con un solo arco anziché i quattro della corona reale, a mostrare appunto che il principe di Galles è inferiore per grado al monarca ma superiore ai principi reali ed ai duchi del regno. Per quanto basata su un disegno tradizionale, la corona ha un disegno futuristico, secondo lo stile degli anni '60, disegnato dall'eccentrico progettista Louis Osman.
Alla sommità dell'arco si trova un globo, che è in realtà una pallina da pingpong dorata che riporta le insegne del principe di Galles incise da Malcolm Appleby, il tutto sormontato da una croce. Attorno al globo vi sono tredici diamanti a formare la costellazione dello Scorpione, il segno zodiacale del principe. La corona è rivestita di velluto viola e alla base ha un giro di ermellino. Attorno alla base si trovano quattro croci e quattro gigli stilizzati realizzati in oro 22 carati, estratto nella valle del Mawddach, nel Merionethshire, il cosiddetto "oro gallese", e con smeraldi. I diamanti alla base rappresentano i sette peccati capitali e i sette doni dello Spirito Santo. In totale, la corona presenta 75 diamanti e 12 smeraldi (bianco e verde sono i colori nazionali del Galles) e ha un peso di 1,36 kg. Ha un'altezza di 26,5 cm e un diametro di 28,8 cm alla base.